# Human Be-In

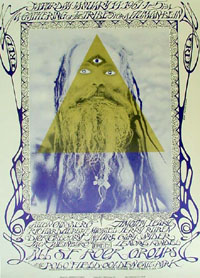
Affiche de Stanley Mouse et Michael Bowen pour l’Human Be-In.

Le Human Be-In est un happening géant qui s'est déroulé à San Francisco, au Golden Gate Park le 14 janvier 1967, marquant le début du Summer of Love (Été de l'amour).
Des centaines de personnes se rassemblent dès l'après-midi sur le terrain de polo du Golden Gate Park, dont les écrivains Gary Snyder, Allen Ginsberg, Michael McClure, Lawrence Ferlinghetti pour y lire de la poésie ainsi que le pape du LSD, Timothy Leary. Le rassemblement ne défend aucune revendication ni doctrine, les gens ne viennent que pour être ensemble et écouter de la musique. Des groupes tels que Jefferson Airplane, Grateful Dead et Big Brother and the Holding Company participent à un grand concert gratuit. Owsley Stanley assure la distribution gratuite de LSD. Au coucher du soleil, la foule se dirige vers la plage pour y passer la soirée.
Le soir du Human Be-In, la police profite de l'absence des habitants du quartier hippie de San Francisco, Haight-Ashbury, pour arrêter cinquante personnes, ce qui annonce une période de traque des dealers.
Le Human Be-In est considéré comme un événement majeur de la période hippie, au même titre que le Festival de Woodstock et le Festival international de musique pop de Monterey.